# 横山龍太
横山 龍太（よこやま りゅうた、1977年11月1日 - ）は、熊本県天草市出身の放送作家・演出家・雑学家・地域戦略家。"エンタテイメントで街づくり！”を標榜する株式会社DAWNMAGIC代表取締役

## 人物
- 吉本興業のお笑い芸人・ガリットチュウの福島善成と幼なじみ。福島がNSC卒業と同時に、学生時代の1998年に放送作家活動をスタート。
- テレビの他、お笑いライブ、劇団を主宰している。テレビ作家・クイズ作家としては本名のほか「勝さんど」「かつ重」「かつ」の名義でも活動。
- クイズ番組を中心に、バラエティ番組からテレビドラマ、舞台へと活動の場を広げる。
- 2005年、自ら脚本・演出の劇団「横山メッセ」を創設、芸人中心の役者を使い、現在まで5公演を主催する。
- その後、ドラマ脚本、本の執筆と活動の場を広げ、作家活動を行うと同時に、地域活性化の仕事も手掛ける。 各地商店街活性化プロジェクトに参加。
- 「地域活性化」、「社会貢献」をキーワードに、自治体、民間企業を問わずに活動。
- 2011年、株式会社ドーンマジック設立（代表取締役）

## 仕事歴

### 1998年
作家事務所にて放送作家デビュー

### 2002年
独立。フリーランスとなり、バラエティ番組からテレビドラマ、ドキュメンタリー、舞台演出へと活動の場を広げる。脚本家デビューを果たす。 

### 2005年
自ら脚本・演出の劇団「横山メッセ」を創設。芸人中心の役者を使い、現在まで5公演を主催する。
その後、ドラマ脚本、本の執筆と活動の場を広げ、作家活動を行うと同時に、地域活性化の仕事も手掛ける。 各地商店街活性化プロジェクトに参加。
「地域活性化」、「社会貢献」をキーワードに、自治体、民間企業を問わずに活動。 

### 2011年
東北大震災を機に地方を見つめなおす。
エンタテイメントのイベント事業を柱に添えた「ニホンを遊ぼう！　株式会社ドーンマジック」を設立（代表取締役）

### 2012年
参加型イベント「リアル桃太郎電鉄シリーズ」を長崎で始動

### 2013年
江ノ島東浜にて海の家「ブルーオレンジ」を経営。東浜で一番の売り上げを記録
同時に江ノ島東浜にてリクルートの「お得に遊べる海の家」も経営・プロデュース

### 2014年
地元熊本をPRする飲食店「馬肉グリル＆天草野菜　ゆう馬下北沢」をオープン

### 2015年

#### 5月
ゆう馬2号店「熊本馬肉研究所　明大前ゆう馬」をオープン

#### 7月
- ゆう馬3号店「馬すしとピンチョス　日本酒スタンドゆう馬」をオープン
- 本社を目黒区から世田谷区へ移転

## WORKS　主な実績

### 主なテレビ・ラジオでの活動

#### NHK
- 爆笑オンエアバトル
- ロンドン五輪 みんなで走ろう!クイズマラソン
- 連続クイズ ホールドオン！

#### 日本テレビ
- エンタの神様
- 伊東家の食卓
- ガキの使いやあらへんで（ドライブは豆知識でGO!GO!）
- マザコン王

#### TBS
- オールスター感謝祭
- クイズ！ダービー2012
- もてもてナインティナイン（天草の花嫁）
- クイズ ALL FOR ONE
- WQC（ワールドクイズクラシック）
- オフレコ!
- 島田紳助の国民的潜在能力検定 PQテスト!
- 島田検定SUPER!!
- クイズ!時の扉（問題作成）
- クイズの扉（問題作成）
- CARS（TBS）
- 深夜の星 超仮説Xリーグ
- クイズ・ウォーズ

#### テレビ朝日
- クイズタイムショック
- 今すぐ使える豆知識 クイズ雑学王
- クイズプレゼンバラエティ Qさま!!
- 少年少女 クイズ王No.1決定戦 ブレイネスト
- 世界痛快伝説!!運命のダダダダーン!
- すくいず(「電脳ヒルズ」
- 眠れる才能テスト

#### フジテレビ
- ゲーム&クイズバラエティ ペケ×ポン
- クイズ!ヘキサゴンⅡ
- ホームＱアウェイ
- 明日誰かに話したくクイズ　ニヤリ
- YO!キッズ（テレビ神奈川）

### 企画・演出
- ※企画・構成（地方で頑張る人・団体を紹介する番組）
- 2012年「ニッポン列島 がんばる！ジャパンTV（TBS）」
- カクテルどろぼう（スカパー・テレビ神奈川・テレビ高知）企画・構成・演出
- ガリットチュウの麺ジャーニー（監督）
- がんばる県民テレビ　熊本軍VS鹿児島軍（熊本朝日放送、鹿児島放送）企画・構成・総合演出
- クマモトおもてなし武将隊（TOKYO MX）企画・構成・総合演出

### テレビ脚本
- 「ウィニングボール」（BSフジ）

### ラジオ
- 若槻千夏アカデミー
- 米粒写経　イマドキ用語の基礎知識

他

### お笑いライブ・舞台
劇団「横山メッセ」を主宰。脚本・演出を手掛ける。
- 第一回 「がんもどき」
- 第二回 「えんじゃないか行進曲」
- 第三回 「バレンタイン・キッス」
- 第四回 「ヌルイ」

- 八重洲でお笑い！飛び出せお笑いくん！！（演出）
- 祖師谷商店街・月一の活性化ライブ「ガヤガラライブ」（企画・演出）
- ガリットチュウの単独ライブ（構成・演出）
- オサムノグチの単独ライブ（構成・演出）

他

### 書籍
- 今がわかる新常識
- クイズ　トップ企業の頭脳に挑戦！（永岡書店）
- ＴＶでは放送できない裏雑学王（マイウェイ出版）

### ライブ・イベント
- クイズイベント Q LEAGUE（総合演出）
- 全日本プロ野球クイズ王（総合演出）
- Q-LEAGUE熊本編
- 青森県黒石市の謎解きイベント「ブラックストーンの謎を解け」
- 天草Cocktailnight（企画・総合演出）
- 天草ラブライブ（婚活イベント総合演出）
- リアル桃太郎電鉄（企画・総合演出）
- 天草うた王（企画・総合演出）
- Z会　超難問コロシアム（全体構成）
- 天草スゴか人グランプリ（企画・総合演出）
- 熊本最大の海フェス　さざ波フェスタ（総合演出）
- 天草ビーチコン（真夏の街コン）
- 北電子40周年イベント（総合演出）
- 江の島東浜・リクルート海の家（企画・運営）
- 江の島東浜・ブルーオレンジ（企画・経営）

### DSソフト
- なぞなぞ&クイズ一答入魂Qメイト！
- ニンテンドーDS用ソフト『クルマでDS』

## 関連サイト
ブログ　アメブロでほぼ毎日更新中
- https://profile.ameba.jp/ameba/pon-ryuta
- http://dawnmagic.co.jp/
- https://www.facebook.com/ryuta.yokoyama.1
- 熊本県立天草高等学校